# Воислова (Караш-Северин)
Воислова (рум. Voislova) насеље је у Румунији у округу Караш-Северин у општини Завој. Oпштина се налази на надморској висини од 324 m.

## Прошлост
По "Румунској енциклопедији" место се први пут помиње 1397. године.
Аустријски царски ревизор Ерлер је 1774. године констатовао да место "Вочлова" припада Бистричком округу, Карансебешког дистрикта. Становништво је било претежно влашко. У месту је православна парохија, која припада Лугошком протопрезвирату. Свештеник поп Сампсон Поповић опслужује и место Ваља Маре.

## Становништво
Према подацима из 2002. године у насељу је живело 623 становника.

### Попис2002.
| Расподела становништва по националности 2002.‍ | Расподела становништва по националности 2002.‍ | Расподела становништва по националности 2002.‍ | Расподела становништва по националности 2002.‍ | Расподела становништва по националности 2002.‍ |
| --------------------------------------------- | --------------------------------------------- | --------------------------------------------- | --------------------------------------------- | --------------------------------------------- |
|                                               |                                               |                                               |                                               |                                               |
| Румуни                                        | Румуни                                        |                                               | 603                                           | 97,3%                                         |
| Мађари                                        | Мађари                                        |                                               | 17                                            | 2,7%                                          |